# Ángel Arquer
Ángel Arquer Peiró  (Alcocer, 1878 - Guadalajara ?, circa 1940) est un photographe espagnol.

## Biographie
Ángel Arquer fut actif à Guadalaraja à partir des années 1910. Il est un des photographes important de la ville durant cette période, avec Francisco Goñi et Francisco Marí. 
L'activité d'Ángel Arquer ne se limitait pas aux études et travaux de laboratoire ou à la préparation de reportages photographiques pour les maisons d'édition, mais aussi à la capture d'instantanés de groupes.

## Source
- (es) Cet article est partiellement ou en totalité issu de l’article de Wikipédia en espagnol intitulé « Ángel Arquer » (voir la liste des auteurs).